# بیل آرمسترانگ (بازیکن فوتبال انگلیسی)
بیل آرمسترانگ (انگلیسی: Bill Armstrong; ۳ ژوئیهٔ ۱۹۱۳ – ۱ ژانویهٔ ۱۹۹۵) بازیکن فوتبال اهل بریتانیا بود.
از باشگاه‌هایی که در آن بازی کرده‌است می‌توان به باشگاه فوتبال استون ویلا اشاره کرد.